# Slaget vid Lubrze
Slaget av Lubrze var ett fältslag som utspelades på natten den 28 augusti 1656 mellan polska styrkor under vojvoden i Kalisz Andrzej Karol Grudziński och en svensk-brandenburgsk styrka under Jan Wejhard von Wrzesowicz, under Karl X Gustavs polska krig. Slaget slutade med en polsk-litauisk seger.